# Einsamkeit (Album)
Einsamkeit ist das zweite Album der späteren Symphonic-Metal-Band Lacrimosa. Es zählt zu den frühen Veröffentlichungen der Neuen Deutschen Todeskunst.

## Geschichte
Nach der Veröffentlichung des erfolgreichen Debütalbums Angst arbeitete Tilo Wolff in der gleichen Konstellation aus Musikern und Kooperationspartnern an einem Nachfolgealbum.
Im Jahr 1992 im Sodom & Gomorra Studio in Binningen unter der technischen Begleitung von Philippe Alioth beteiligten sich als Bassist der Coverkünstler Stelio Diamantopoulos, als Keyboarder der Tontechniker Philippe Alioth sowie der Geiger Eric The Phantom und der Gitarrist Roland Thaler an der Aufnahme. Gegenüber dem Debüt räumte Wolff den Instrumentalisten dabei mehr Raum ein.

## Albuminformationen
Das 1992 über Wolffs eigenes Label Hall of Sermon veröffentlichte Album Einsamkeit enthält sechs separate Stücke, die eine Gesamtspielzeit von 46:26 Minuten haben.

### Titelliste
1. Tränen der Sehnsucht (Part I & II): 9:37
2. Reissende Blicke: 10:38
3. Einsamkeit: 5:10
4. Diener eines Geistes: 6:42
5. Loblied auf die Zweisamkeit: 9:38
6. Bresso: 5:01

### Stil und Inhalt
Lacrimosa wird mit Einsamkeit ebenso wie mit dem vorausgegangenen Angst, neben Das Ich, Relatives Menschsein, Goethes Erben und Sopor Aeternus zu den zentralen und stilprägenden Interpreten der Neuen Deutschen Todeskunst gerechnet. Dabei erweise sich das klavierlastige Album als weniger düster und in einigen Stücken bereits etwas zur Rockmusik geneigt. Die Musik wurde als Dark Wave angelegt und konzentrierte sich vornehmlich auf die Melodieführungen durch einen Synthesizer oder ein Piano und den Textvortrag. Dabei sei eine stilistische Verwandtschaft zu der durch Dead Can Dance repräsentierten Neoklassik auszumachen.
Als tragend gelte die depressiven und düsteren Textvorträge. Wie im Titel angedeutet, befassen sich die Liedtexte von Einsamkeit überwiegend mit „Einsamkeit, Traurigkeit, Liebesverlust und schmerzhafte Erinnerungen.“

## Wahrnehmung
In der Rezeption des Albums gilt Einsamkeit als merklicher Verweis darauf, dass Lacrimosa um Reife und Entwicklung bemüht sei. So sei retrospektive in der Folge des Minimalismus des Debüts „Innovation, Vielfalt und Fortschritt“ als kommende Konstante der Gruppe vernehmbar gewesen. Dabei variieren die Urteile der Rezensenten. Mal wird Einsamkeit als „ein gewöhnungsbedürftiges Album“ kritisch gesehen, dann wiederum als „ein Muss für alle Lacrimosa-Fans und ein wunderbares Album für alle, die wissen wollen, wie Lacrimosa in ihren Anfangsjahren klangen“ gelobt. Insbesondere die transportierte Atmosphäre gilt als „großartig“.